# Asat Arzach
Asat Arzach (armenisch Ազատ Արցախ, bedeutend „Freies Arzach“; russisch Азат Арцах, englisch Azat Artsakh) ist die offizielle Zeitung der Republik Arzach. Sie wurde am 16. Juni 1923 in der Autonomen Oblast Bergkarabach gegründet und wird auf Armenisch und Russisch veröffentlicht.
Die Tageszeitung war unter mehreren Namen bekannt, sie wurde ursprünglich als Geghtschuk (armenisch Գեղջուկ, bedeutend „Dorfbewohner“) gegründet. Der Name wurde daraufhin in Chorherdajin Karabach (arm. Խորհրդային Ղարաբաղ – „Sowjetisches Karabach“) umgeändert, und weiter später in Arzach (arm. Արցախ, Arzach ist das armenische Äquivalent für Bergkarabach). Mit der Gründung der Republik Bergkarabach, 2017 in Arzach umbenannt, wurde es in Karabachsche Bergrepublik (ԼՂ Հանրապետություն auf Armenisch) und dann schließlich und endgültig in Asat Arzach umbenannt.
Die Zeitung hat auch eine Onlineausgabe auf Armenisch, Russisch und Englisch.